# La Chair de l'orchidée
La Chair de l'orchidée is een Franse film van Patrice Chéreau die werd uitgebracht in 1975. Het scenario is gebaseerd op de roman The Flesh of the Orchid van James Hadley Chase, geschreven in 1948. De film met rollen voor Charlotte Rampling, Simone Signoret, Bruno Cremer en Edwige Feuillère was de debuutlangspeelfilm van Patrice Chéreau. Chéreau schreef ook samen met Jean-Claude Carrière het scenario.

## Verhaallijn
Claire is bij het overlijden van haar vader de enige erfgename van zijn miljarden. Maar haar tante, die Claire had opgevoed, madame Bastier-Wagener, wil het geld haar eigen richting zien uitgaan. De tante slaagt erin Claire die af en toe zeer agressief kan zijn, te laten colloceren in een psychiatrisch ziekenhuis. Daar ontsnapt Claire ternauwernood aan een verkrachting, maar kan ze evenwel wel wegvluchten. Bij haar ontsnapping is ze na een ongeluk met een wagen terecht gekomen bij twee mannen, Louis Delage, een paardenmenner en Marcucci. Louis wordt evenwel zelf opgejaagd door twee broers, de Berekians, die hem willen vermoorden. In haar vlucht vallen al wie haar helpt zelf ten prooi aan onheil, maar uiteindelijk blijft ze zelf over en kan ze het financieel imperium van haar vader overnemen.

## Rolverdeling
| Acteur               | Personage                       |
| -------------------- | ------------------------------- |
| Charlotte Rampling   | Claire                          |
| Bruno Cremer         | Louis Delage                    |
| Edwige Feuillère     | Madame Bastier-Wagener          |
| Simone Signoret      | Lady Vamos                      |
| Hugues Quester       | Marcucci                        |
| Alida Valli          | de krankzinnige van het station |
| Hans Christian Blech | Gyula Berekian                  |
| François Simon       | Joszef Berekian                 |

## Prijzen en onderscheidingen
- Césars 1976 (de allereerste editie):
  - nominatie voor de César des meilleurs décors voor Richard Peduzzi
  - nominatie voor de César de la meilleure photographie voor Pierre Lhomme